# Имунитет
 Тази статия е за биологичното явление.  За правното понятие вижте Имунитет (право).  
Имунитетът (от латински: immunis – „свободен“) е устойчивост на организма срещу физичните, химичните и биологичните патогенетични фактори на заобикалящата го среда. Имунитетът е сложна система от защитно-приспособителни реакции на организма, които са се развили и усъвършенствали в хода на еволюцията. Основната цел на имунитета е да съхрани хомеостазата и генетичната цялост на организма, независимо от промените в заобикалящата го жива и нежива природа. 

## Видове имунитет

### Според произхода

#### Вроден
Вроденият имунитет се формира по време на ембрионалното развитие. Той се обуславя от:
- генетичните особености на систематичната група – говедата не боледуват от сап, конете не боледуват от шап;
- генетичните особености на отделните индивиди – независимо от екстремалната вирулентност и патогенност на някои щамове патогенни микроорганизми, някои индивиди не се заразяват от болестта, която покосява техните събратя;
- имунитета на майчиния организъм – при определени условия е възможно новоразвиващият се организъм да възприеме антитела от майката (като разновидност на пасивния имунитет).

#### Придобит
Придобитият имунитет възниква през стадия на самостоятелен живот. Той може да бъде активен или пасивен в зависимост от начина, по който се изгражда. Активният имунитет е резултат от прекарани заболявания като шарка, скарлатина, заушка и др. Инфекцията стимулира организма да образува специфични антитела срещу болестотворните микроорганизми или техните продукти и вирусите.

### Според начина на изграждане

#### Активен
Активният имунитет е сложен адаптивно-защитен механизъм. Той възниква след среща на клетките, тъканите или органите с патогенетичните фактори на околната среда. Той бива:
- естествен активен имунитет – възниква след преболедуване;
- изкуствен активен имунитет – придобива се след ваксинация.

#### Пасивен
- естествен пасивен имунитет;
- изкуствен пасивен имунитет – придобива се след инжектиране на хиперимунен серум.

### Според специфичността

#### Специфичен
Специфичният имунитет е насочен срещу конкретни и добре известни антигени. Специфичният имунитет бива:
- клетъчен (Т-килърни и Т-хелперни лимфоцити);
- хуморален (специфични антитела).

#### Неспецифичен
Неспецифичният имунитет е насочен срещу всички потенциални опасности, които биха могли да застрашат хомеостазата на организма. Формите на неспецифичния имунитет са:
- клетъчен (макрофаги, NK-клетки – клас лимфоцити, наречени natural killers);
- хуморален (неспецифични, „широкообхватни“ антитела);
- реологичен – непрекъснат течен поток срещу околната среда, който отмива и отблъсква всички чужди тела и вещества по пътя си: сълзи, носни изтечения (сополи), бронхиални изтечения (храчки), пот, слюнка, урина, изпражнения, полови секрети;
- абразивен – непрекъснато отмиране и отлющване на повърхностния слой клетки, които обвиват и отнасят със себе си всички заобикалящи ги чужди тела и вещества; чрез този механизъм се защитават кожата, стомашно-чревния тракт, дихателната и пикочо-половата система;
- температурен – повишената температура силно влошава условията за развитие на патогенните микроорганизми и понякога дори спира тяхното размножаване;
- алкално-киселинен – резките промени на pH унищожават и потискат голям брой микроорганизми; рН е кисело в стомаха, женските полови секрети, потта и др.; рН е алкално в слюнката, червата, семенната течност и др.

### Според механизма на реализиране

#### Клетъчен
Клетъчният имунитет се реализира от фагоцитиращите клетки на имунната система (макрофаги и микрофаги), Т-килърните лимфоцити и NK-клетките.

#### Хуморален
Хуморалният имунитет се реализира чрез антителата. Те са специални белтъчни молекули, които могат да свързват антигените. Така образуваният комплекс антиген-антитяло по правило е безвреден и бързо се извежда от организма. Антителата се образуват от активирани B-лимфоцити.

### Според времето на действие

#### Временен
Временен може да бъде само специфичният имунитет. Той може да бъде с различна продължителност:
- 2 – 6 часа – антитела, засукани с коластрата;
- 1 – 30 дни – антитела, придобити от кръвта на майката или чрез инжектиране с хиперимунен серум;
- 1 – 12 месеца – специфичен клетъчен имунитет, изграден след преболедуване или ваксинация;
- 1 – 15 години – специфичен хуморален имунитет, изграден след преболедуване или ваксинация.

#### Постоянен
Постоянен е неспецифичният имунитет. След тежко преболедуване специфичният хуморален имунитет може да се запази за повече от 15 години, да остане доживотен и дори да остави следи в генетичния код на индивида.